# Odet
De Odet (Bretons Oded) is een rivier in Bretagne in Frankrijk. Hij ontspringt in de Montagnes Noires te Saint-Goazec bij Leuhan en mondt uit in de Atlantische Oceaan in Bénodet, wat in het Bretoens "monding van de Odet" betekent.
De Odet gaf ook zijn naam aan de gemeente Briec-de-l'Odet en aan de stad Quimper die tijdens de Franse Revolutie de naam Montagne-sur-Odet kreeg.
De belangrijkste zijrivieren zijn de Jet, de Steir, de Frout, de Ster Pont Hezrou, de Guip en de Poul-Born. Steden en gemeenten langs de rivier zijn, in volgorde stroomopwaarts: Bénodet, Combrit, Plomelin, Quimper, Ergué-Gabéric, Briec-de-l'Odet, Langolen, Coray, Trégourez, Leuhan en Saint-Goazec.
- Bibliothèque nationale de France: cb13571728f (data)
- Virtual International Authority File: 9423148574291724430005